# Olympische Sommerspiele 2012/Taekwondo
Bei den XXX. Olympischen Sommerspielen 2012 in London fanden acht Taekwondo-Wettbewerbe statt, je vier für Frauen und Männer. Austragungsort war das ExCeL Exhibition Centre am Royal Victoria Dock im London Borough of Newham.

## Bilanz

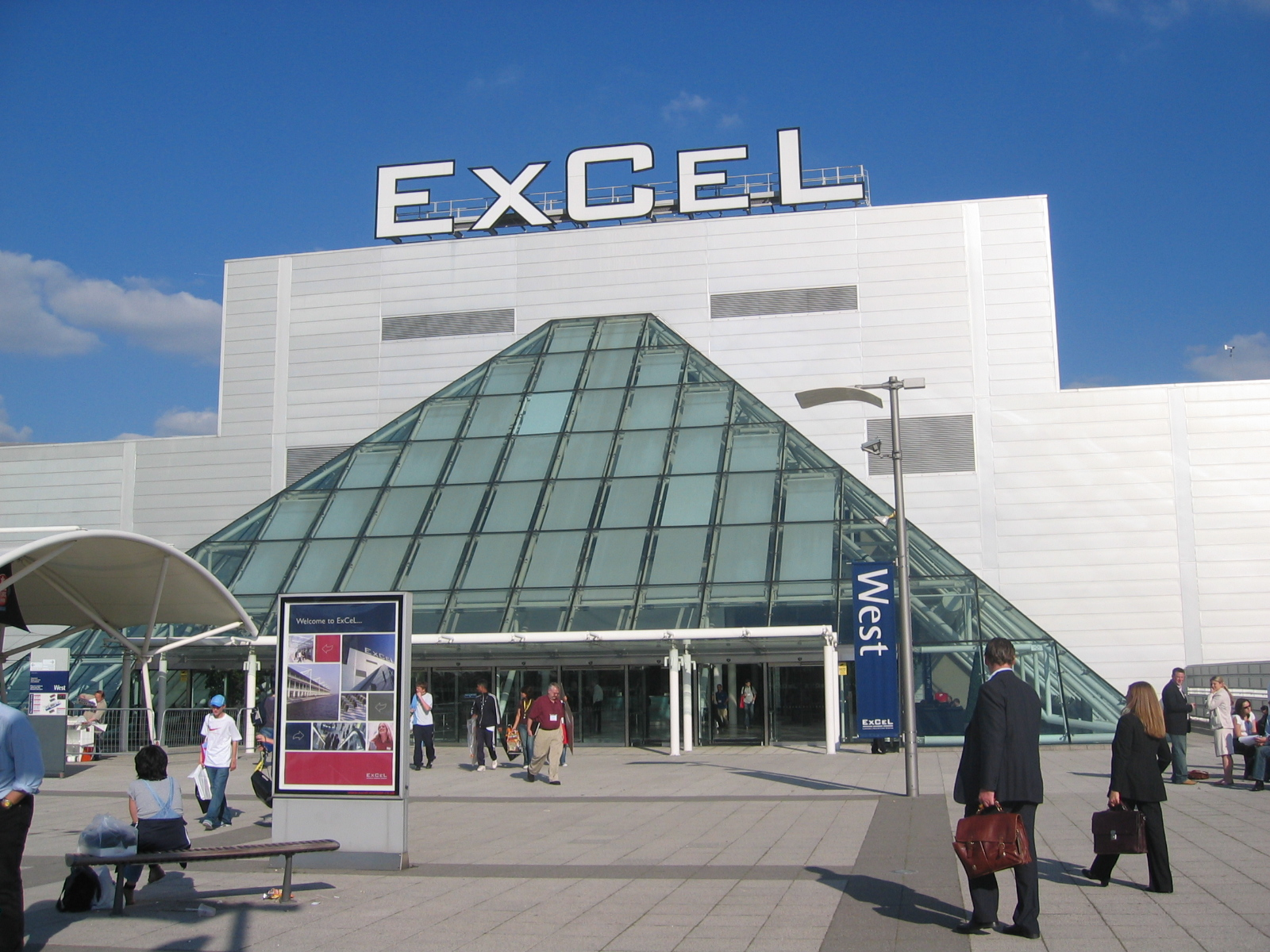
ExCeL Exhibition Centre

### Medaillenspiegel
| Platz | Land               | Gold | Silber | Bronze | Gesamt |
| ----- | ------------------ | ---- | ------ | ------ | ------ |
| 1     | Spanien            | 1    | 2      | –      | 3      |
| 2     | China              | 1    | 1      | 1      | 3      |
| 3     | Südkorea           | 1    | 1      | –      | 2      |
| 3     | Türkei             | 1    | 1      | –      | 2      |
| 5     | Großbritannien     | 1    | –      | 1      | 2      |
| 5     | Italien            | 1    | –      | 1      | 2      |
| 7     | Argentinien        | 1    | –      | –      | 1      |
| 7     | Serbien            | 1    | –      | –      | 1      |
| 9     | Frankreich         | –    | 1      | 1      | 2      |
| 10    | Gabun              | –    | 1      | –      | 1      |
| 10    | Iran               | –    | 1      | –      | 1      |
| 12    | Russland           | –    | –      | 2      | 2      |
| 12    | Vereinigte Staaten | –    | –      | 2      | 2      |
| 14    | Afghanistan        | –    | –      | 1      | 1      |
| 14    | Chinesisch Taipeh  | –    | –      | 1      | 1      |
| 14    | Deutschland        | –    | –      | 1      | 1      |
| 14    | Kolumbien          | –    | –      | 1      | 1      |
| 14    | Kroatien           | –    | –      | 1      | 1      |
| 14    | Kuba               | –    | –      | 1      | 1      |
| 14    | Mexiko             | –    | –      | 1      | 1      |
| 14    | Thailand           | –    | –      | 1      | 1      |

### Medaillengewinner
| Konkurrenz     | Gold                 | Silber                   | Bronze                            |
| -------------- | -------------------- | ------------------------ | --------------------------------- |
| Fliegengewicht | Joel González        | Lee Dae-hoon             | Alexei Denissenko Óscar Muñoz     |
| Leichtgewicht  | Servet Tazegül       | Mohammad Bagheri Motamed | Terrence Jennings Rohullah Nikpai |
| Mittelgewicht  | Sebastián Crismanich | Nicolás García           | Lutalo Muhammad Mauro Sarmiento   |
| Schwergewicht  | Carlo Molfetta       | Anthony Obame            | Robelis Despaigne Liu Xiaobo      |

| Konkurrenz     | Gold             | Silber               | Bronze                                   |
| -------------- | ---------------- | -------------------- | ---------------------------------------- |
| Fliegengewicht | Wu Jingyu        | Brigitte Yagüe       | Chanatip Sonkham Lucija Zaninović        |
| Leichtgewicht  | Jade Jones       | Hou Yuzhuo           | Marlène Harnois Tseng Li-cheng           |
| Mittelgewicht  | Hwang Kyung-seon | Nur Tatar            | Helena Fromm Paige McPherson             |
| Schwergewicht  | Milica Mandić    | Anne-Caroline Graffe | Anastassija Baryschnikowa María Espinoza |

## Zeitplan
| Wettbewerbe       | August | August | August | August |
| Frauen            | 8.     | 9.     | 10.    | 11.    |
| ----------------- | ------ | ------ | ------ | ------ |
| Klasse bis 49 kg  |        |        |        |        |
| Klasse bis 57 kg  |        |        |        |        |
| Klasse bis 67 kg  |        |        |        |        |
| Klasse über 67 kg |        |        |        |        |
| Männer            | 8.     | 9.     | 10.    | 11.    |
| Klasse bis 58 kg  |        |        |        |        |
| Klasse bis 68 kg  |        |        |        |        |
| Klasse bis 80 kg  |        |        |        |        |
| Klasse über 80 kg |        |        |        |        |

## Ergebnisse Männer

### Fliegengewicht (bis 58 kg)

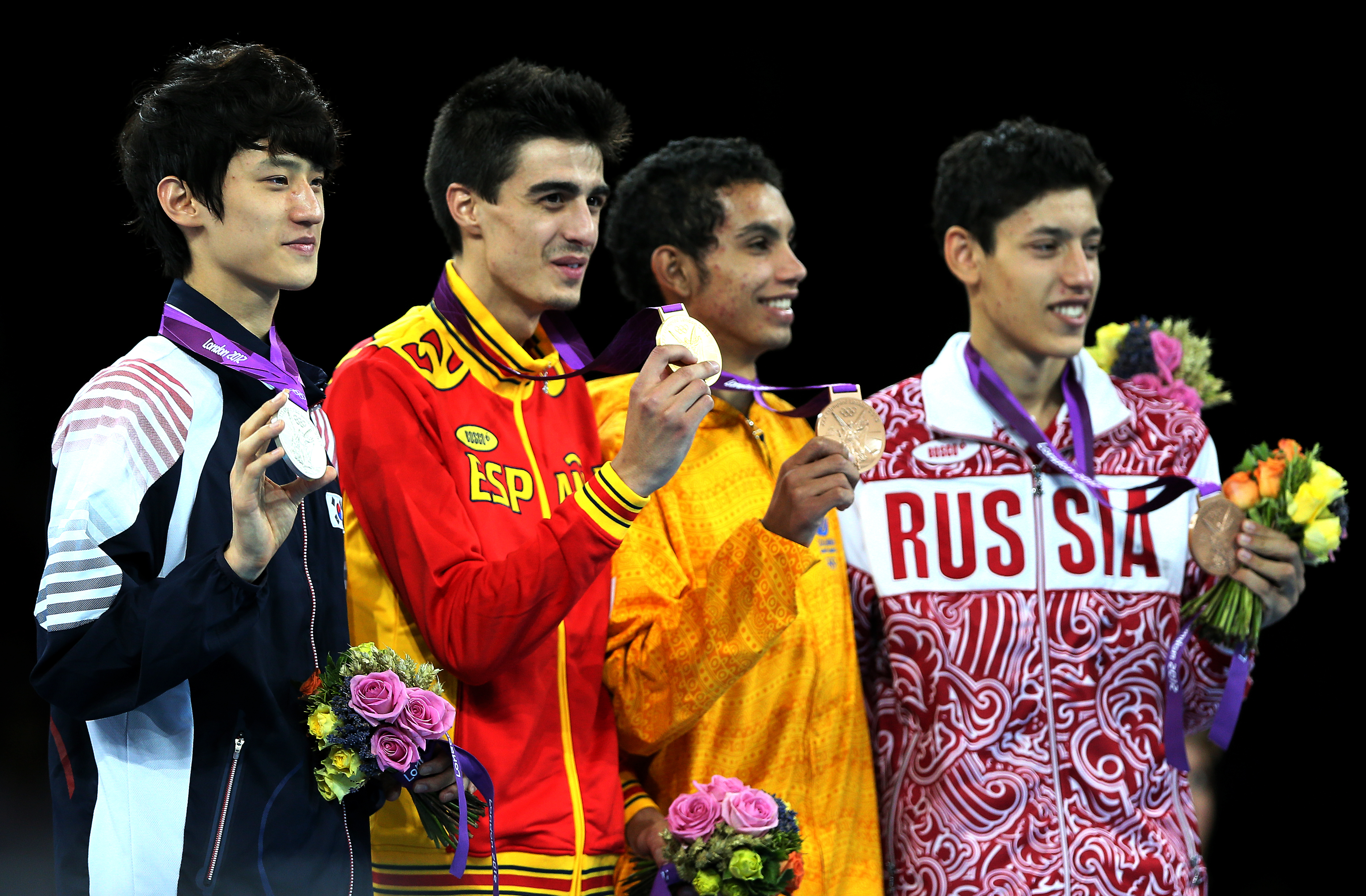
Siegerehrung

| Platz | Land | Sportler          |
| ----- | ---- | ----------------- |
| 1     | ESP  | Joel González     |
| 2     | KOR  | Lee Dae-hoon      |
| 3     | RUS  | Alexei Denissenko |
| 3     | COL  | Óscar Muñoz       |
| 5     | THA  | Pen-Ek Karaket    |
| 5     | AUS  | Safwan Khalil     |
| 7     | EGY  | Tamer Bayoumi     |
| 7     | SWE  | Uno Sanli         |

Datum: 8. August 2012 

16 Teilnehmer aus 16 Ländern

### Federgewicht (bis 68 kg)
| Platz | Land | Sportler                 |
| ----- | ---- | ------------------------ |
| 1     | TUR  | Servet Tazegül           |
| 2     | IRI  | Mohammad Bagheri Motamed |
| 3     | USA  | Terrence Jennings        |
| 3     | AFG  | Rohullah Nikpai          |
| 5     | BRA  | Diogo da Silva           |
| 5     | GBR  | Martin Stamper           |
| 7     | CAF  | David Boui               |
| 7     | UKR  | Hryhorij Hussarow        |

Datum: 9. August 2012 

16 Teilnehmer aus 16 Ländern

### Mittelgewicht (bis 80 kg)
| Platz | Land | Sportler             |
| ----- | ---- | -------------------- |
| 1     | ARG  | Sebastián Crismanich |
| 2     | ESP  | Nicolás García       |
| 3     | GBR  | Lutalo Muhammad      |
| 3     | ITA  | Mauro Sarmiento      |
| 5     | AFG  | Nesar Ahmad Bahave   |
| 5     | ARM  | Arman Jeremjan       |
| 7     | IRI  | Youssef Karami       |
| 7     | NZL  | Scott Vaughn         |

Datum: 10. August 2012 

16 Teilnehmer aus 16 Ländern

### Schwergewicht (über 80 kg)
| Platz | Land | Sportler              |
| ----- | ---- | --------------------- |
| 1     | ITA  | Carlo Molfetta        |
| 2     | GAB  | Anthony Obame         |
| 3     | CUB  | Robelis Despaigne     |
| 3     | CHN  | Liu Xiaobo            |
| 5     | MLI  | Daba Modibo Keïta     |
| 5     | TUR  | Bahri Tanrıkulu       |
| 7     | TJK  | Alischer Gulow        |
| 7     | SAM  | Kaino Thomsen-Fuataga |

Datum: 11. August 2012 

16 Teilnehmer aus 16 Ländern

## Ergebnisse Frauen

### Fliegengewicht (bis 49 kg)
| Platz | Land | Sportlerin        |
| ----- | ---- | ----------------- |
| 1     | CHN  | Wu Jingyu         |
| 2     | ESP  | Brigitte Yagüe    |
| 3     | THA  | Chanatip Sonkham  |
| 3     | CRO  | Lucija Zaninović  |
| 5     | MEX  | Janet Alegría     |
| 5     | GUA  | Elizabeth Zamora  |
| 7     | PAN  | Carolena Carstens |
| 7     | JPN  | Erika Kasahara    |

Datum: 8. August 2012 

16 Teilnehmerinnen aus 16 Ländern

### Federgewicht (bis 57 kg)
| Platz | Land | Sportlerin       |
| ----- | ---- | ---------------- |
| 1     | GBR  | Jade Jones       |
| 2     | CHN  | Hou Yuzhuo       |
| 3     | FRA  | Marlène Harnois  |
| 3     | TPE  | Tseng Li-cheng   |
| 5     | JPN  | Mayu Hamada      |
| 5     | FIN  | Suvi Mikkonen    |
| 7     | SRB  | Dragana Gladović |
| 7     | USA  | Diana Lopez      |

Datum: 9. August 2012 

16 Teilnehmerinnen aus 16 Ländern

### Mittelgewicht (bis 67 kg)
| Platz | Land | Sportlerin         |
| ----- | ---- | ------------------ |
| 1     | KOR  | Hwang Kyung-seon   |
| 2     | TUR  | Nur Tatar          |
| 3     | GER  | Helena Fromm       |
| 3     | USA  | Paige McPherson    |
| 5     | SLO  | Franka Anić        |
| 5     | AUS  | Carmen Marton      |
| 7     | CIV  | Ruth Gbagbi        |
| 7     | GRN  | Andrea St. Bernard |

Datum: 10. August 2012 

16 Teilnehmerinnen aus 16 Ländern

### Schwergewicht (über 67 kg)
| Platz | Land | Sportlerin                |
| ----- | ---- | ------------------------- |
| 1     | SRB  | Milica Mandić             |
| 2     | FRA  | Anne-Caroline Graffe      |
| 3     | RUS  | Anastassija Baryschnikowa |
| 3     | MEX  | María Espinoza            |
| 5     | CUB  | Glenhis Hernández         |
| 5     | KOR  | Lee In-jong               |
| 7     | SAM  | Talitiga Crawley          |
| 7     | UZB  | Natalya Mamatova          |

Datum: 11. August 2012 

16 Teilnehmerinnen aus 16 Ländern

## Qualifikation

### Qualifikationskriterien
An den Wettbewerben werden 128 Athleten teilnehmen, jeweils 64 Frauen und Männer, darunter vier Athleten des gastgebenden NOKs und weitere vier Athleten, die die Taekwondo Federation (WTF) nach Abschluss der Qualifikationsphase einlud. Jedes NOK konnte insgesamt bis zu vier Athleten qualifizieren, jeweils zwei Frauen und Männer, maximal aber einen Athleten pro Gewichtsklasse. Entscheidend für die Vergabe der Startplätze war das Erreichen von Quotenplätzen.
Die Qualifikationsphase begann im Juli 2011 mit dem weltweiten WTF-Olympia-Qualifikationsturnier in Baku. Jedes NOK durfte maximal vier Athleten in unterschiedlichen Gewichtsklassen einsetzen. In jeder Gewichtsklasse gewannen die Athleten auf den ersten drei Plätzen einen Quotenplatz. Zwischen September 2011 und Februar 2012 fanden dann kontinentale Qualifikationsturniere statt. NOKs durften nur in den Gewichtsklassen einen Athleten einsetzen, in denen noch kein Quotenplatz erreicht wurde bzw. keine Athleten mehr, wenn bereits zwei Frauen und/oder Männer einen Quotenplatz gewonnen hatten. Pro Gewichtsklasse qualifizierten sich bei diesen Turnieren jeweils drei Athleten aus Europa, Asien und Amerika, zwei aus Afrika und einer aus Ozeanien.
Qualifikationsturniere:
- weltweite Qualifikation in  Baku, 30. Juni bis 3. Juli 2011
- ozeanische Qualifikation in  Nouméa, 11. September 2011
- panamerikanische Qualifikation in  Santiago de Querétaro, 18. bis 20. November 2011
- asiatische Qualifikation in  Bangkok, 26. bis 27. November 2011[2], zunächst am 4. und 5. November 2011 angesetzt, aufgrund der Überschwemmungen in Thailand aber abgesagt[3]
- afrikanische Qualifikation in  Kairo, 11. bis 12. Januar 2012
- europäische Qualifikation in  Kasan, 27. bis 29. Januar 2012

### Gewonnene Quotenplätze
| Gewonnene Quotenplätze nach NOKs | Gewonnene Quotenplätze nach NOKs | Gewonnene Quotenplätze nach NOKs | Gewonnene Quotenplätze nach NOKs | Gewonnene Quotenplätze nach NOKs | Gewonnene Quotenplätze nach NOKs | Gewonnene Quotenplätze nach NOKs | Gewonnene Quotenplätze nach NOKs | Gewonnene Quotenplätze nach NOKs | Gewonnene Quotenplätze nach NOKs |
|                                  | Frauen                           | Frauen                           | Frauen                           | Frauen                           | Männer                           | Männer                           | Männer                           | Männer                           |                                  |
| Wettbewerb                       | Klasse bis 49 kg                 | Klasse bis 57 kg                 | Klasse bis 67 kg                 | Klasse über 67 kg                | Klasse bis 58 kg                 | Klasse bis 68 kg                 | Klasse bis 80 kg                 | Klasse über 80 kg                | Gesamt                           |
| -------------------------------- | -------------------------------- | -------------------------------- | -------------------------------- | -------------------------------- | -------------------------------- | -------------------------------- | -------------------------------- | -------------------------------- | -------------------------------- |
| Afghanistan                      |                                  |                                  |                                  |                                  |                                  | X                                | X                                |                                  | 2                                |
| Ägypten                          |                                  | X                                | X                                |                                  | X                                |                                  | X                                |                                  | 4                                |
| Algerien                         |                                  |                                  |                                  |                                  | X                                |                                  |                                  |                                  | 1                                |
| Argentinien                      | X                                |                                  |                                  |                                  |                                  |                                  | X                                |                                  | 2                                |
| Armenien                         |                                  |                                  |                                  |                                  |                                  |                                  | X                                |                                  | 1                                |
| Aserbaidschan                    |                                  |                                  | X                                |                                  |                                  |                                  | X                                |                                  | 2                                |
| Australien                       |                                  |                                  | X                                |                                  | X                                |                                  |                                  |                                  | 2                                |
| Brasilien                        |                                  |                                  |                                  | X                                |                                  | X                                |                                  |                                  | 2                                |
| Chile                            |                                  | X                                |                                  |                                  |                                  |                                  |                                  |                                  | 1                                |
| China                            | X                                | X                                |                                  |                                  |                                  |                                  |                                  | X                                | 3                                |
| Costa Rica                       |                                  |                                  |                                  |                                  | X                                |                                  |                                  |                                  | 1                                |
| Deutschland                      | X                                |                                  | X                                |                                  |                                  |                                  |                                  |                                  | 2                                |
| Dominikanische Rep.              |                                  |                                  |                                  |                                  | X                                |                                  |                                  |                                  | 1                                |
| Elfenbeinküste                   |                                  |                                  | X                                |                                  |                                  |                                  |                                  |                                  | 1                                |
| Finnland                         |                                  | X                                |                                  |                                  |                                  |                                  |                                  |                                  | 1                                |
| Frankreich                       |                                  | X                                |                                  | X                                |                                  |                                  |                                  |                                  | 2                                |
| Gabun                            |                                  |                                  |                                  |                                  |                                  |                                  |                                  | X                                | 1                                |
| Grenada                          |                                  |                                  | X                                |                                  |                                  |                                  |                                  |                                  | 1                                |
| Griechenland                     |                                  |                                  |                                  |                                  |                                  |                                  |                                  | X                                | 1                                |
| Großbritannien                   |                                  | X                                | X                                |                                  |                                  | X                                | X                                |                                  | 4                                |
| Guatemala                        | X                                |                                  |                                  |                                  |                                  |                                  |                                  |                                  | 1                                |
| Iran                             |                                  |                                  | X                                |                                  |                                  | X                                | X                                |                                  | 3                                |
| Italien                          |                                  |                                  |                                  |                                  |                                  |                                  | X                                | X                                | 2                                |
| Jamaika                          |                                  |                                  |                                  |                                  |                                  |                                  |                                  | X                                | 1                                |
| Japan                            | X                                | X                                |                                  |                                  |                                  |                                  |                                  |                                  | 2                                |
| Jemen                            |                                  |                                  |                                  |                                  | X                                |                                  |                                  |                                  | 1                                |
| Jordanien                        | X                                |                                  |                                  | X                                |                                  | X                                |                                  |                                  | 3                                |
| Kambodscha                       |                                  |                                  |                                  | X                                |                                  |                                  |                                  |                                  | 1                                |
| Kanada                           |                                  |                                  | X                                |                                  |                                  |                                  | X                                | X                                | 3                                |
| Kasachstan                       |                                  |                                  | X                                | X                                | X                                |                                  |                                  |                                  | 3                                |
| Kirgisistan                      |                                  |                                  |                                  |                                  |                                  |                                  | X                                |                                  | 1                                |
| Kolumbien                        |                                  |                                  |                                  |                                  | X                                |                                  |                                  |                                  | 1                                |
| Kroatien                         | X                                | X                                |                                  |                                  |                                  |                                  |                                  |                                  | 2                                |
| Kuba                             |                                  | X                                |                                  | X                                |                                  |                                  |                                  | X                                | 3                                |
| Libanon                          |                                  | X                                |                                  |                                  |                                  |                                  |                                  |                                  | 1                                |
| Mali                             |                                  |                                  |                                  |                                  |                                  |                                  |                                  | X                                | 1                                |
| Marokko                          | X                                |                                  |                                  | X                                |                                  |                                  | X                                |                                  | 3                                |
| Mexiko                           | X                                |                                  |                                  | X                                | X                                | X                                |                                  |                                  | 4                                |
| Neuseeland                       |                                  | X                                |                                  |                                  |                                  | X                                | X                                |                                  | 3                                |
| Niederlande                      |                                  |                                  |                                  |                                  |                                  |                                  | X                                |                                  | 1                                |
| Nigeria                          |                                  |                                  |                                  |                                  |                                  | X                                |                                  | X                                | 2                                |
| Panama                           | X                                |                                  |                                  |                                  |                                  |                                  |                                  |                                  | 1                                |
| Papua-Neuguinea                  | X                                |                                  |                                  |                                  |                                  |                                  |                                  |                                  | 1                                |
| Peru                             |                                  |                                  |                                  |                                  |                                  | X                                |                                  |                                  | 1                                |
| Polen                            |                                  |                                  |                                  |                                  |                                  | X                                |                                  |                                  | 1                                |
| Republik China                   | X                                | X                                |                                  |                                  | X                                |                                  |                                  |                                  | 3                                |
| Russland                         | X                                |                                  |                                  | X                                | X                                |                                  |                                  | X                                | 4                                |
| Samoa                            |                                  |                                  |                                  | X                                |                                  |                                  |                                  | X                                | 2                                |
| Schweden                         |                                  |                                  | X                                |                                  | X                                |                                  |                                  |                                  | 2                                |
| Senegal                          |                                  | X                                |                                  |                                  |                                  |                                  |                                  |                                  | 1                                |
| Serbien                          |                                  | X                                |                                  | X                                |                                  | X                                |                                  |                                  | 3                                |
| Slowenien                        |                                  |                                  | X                                | X                                |                                  |                                  |                                  | X                                | 3                                |
| Spanien                          | X                                |                                  |                                  |                                  | X                                |                                  | X                                |                                  | 3                                |
| Südkorea                         |                                  |                                  | X                                | X                                | X                                |                                  |                                  | X                                | 4                                |
| Tadschikistan                    |                                  |                                  |                                  |                                  |                                  |                                  | X                                | X                                | 2                                |
| Thailand                         | X                                | X                                |                                  |                                  | X                                |                                  |                                  |                                  | 3                                |
| Tunesien                         |                                  |                                  |                                  | X                                |                                  |                                  |                                  |                                  | 1                                |
| Türkei                           |                                  |                                  | X                                |                                  |                                  | X                                |                                  | X                                | 3                                |
| Ukraine                          |                                  |                                  |                                  | X                                |                                  | X                                |                                  |                                  | 2                                |
| USA                              |                                  | X                                | X                                |                                  |                                  | X                                | X                                |                                  | 4                                |
| Usbekistan                       |                                  |                                  |                                  | X                                |                                  | X                                |                                  | X                                | 3                                |
| Vietnam                          |                                  |                                  | X                                |                                  | X                                |                                  |                                  |                                  | 2                                |
| Zentralafrikanische Rep.         | X                                |                                  |                                  |                                  |                                  | X                                |                                  |                                  | 2                                |
| Quotenplätze Gesamt              | 16                               | 16                               | 16                               | 16                               | 16                               | 16                               | 16                               | 16                               | 128                              |

Der britische Verband legte Ende Mai 2011 die vier Gewichtsklassen fest, in denen es bei den Spielen Athleten stellen wird. Man wählte bei den Frauen die Klassen bis 57 kg und bis 67 kg sowie bei den Männern die Klassen bis 68 kg und bis 80 kg. Die vier Quotenplätze, die die WTF per Einladung zuteilen konnte, wurden folglich im April 2012 bei den Frauen in den Klassen bis 49 kg (an Panama) und über 67 kg (an Kambodscha) sowie bei den Männern in den Klassen bis 58 kg (an Jemen) und über 80 kg (an Mali) vergeben.